# Albrecht von Sydow
Albrecht Wilhelm von Sydow (né le 14 août 1799 à Potsdam et mort le 18 juillet 1861 à Magdebourg) est un général de division prussien et chevalier de l'Ordre de Saint-Jean .

## Biographie

### Origine
Albrecht est le fils de l'administrateur de l'arrondissement de Dramburg et seigneur de Zietensier Rudolf von Sydow (de) (1776-1814) et de son épouse Luise Christine, née von Berg (1783-1856),. Son père est mort en tant que lieutenant prussien des suites de blessures subies lors de la bataille de Dennewitz. Le conseiller de la légation prussien Rudolf von Sydow (de) (1805-1872) est son frère.

### Carrière militaire
Pendant les guerres napoléoniennes, Sydow s'engage le 1er janvier 1814 comme mousquetaire dans le 17e régiment d'infanterie de l'armée prussienne, est transféré au 2e régiment de grenadiers comme officier porte-pee à la mi-mai 1815 et promu sous-lieutenant au début d'octobre de la même année. Pour poursuivre sa formation, il est envoyé à l'École générale de guerre en 1819/22, puis à Coblence pendant un an pour apprendre le service du génie. S'ensuit une affectation au Bureau topographique de Berlin jusqu'en 1828. Le 14 juin 1829, il est promu premier lieutenant. De 1829 à 1833, Sydow est affecté à la compagnie des sous-officiers de la Garde. Le 30 mars 1836, il retourne au 2e régiment de grenadiers en tant que capitaine et commandant de compagnie. Il est promu major le 11 juillet 1844 et devient commandant en second du 1er bataillon du 3e régiment de Landwehr de la Garde à Görlitz. Le 20 mai 1849, il est chargé de diriger le bataillon de ligne grand-ducal de Mecklembourg-Strelitz. Sydow est promu lieutenant-colonel le 23 mars 1852 et nommé commandant du 8e régiment de grenadiers du Corps le 22 septembre 1852. À ce poste, il est promu colonel le 22 mars 1853. Le 4 avril 1857, il est nommé commandant de la 25e brigade d'infanterie et promu général de division le 15 octobre 1857.
Le 22 mai 1858, il est transféré à la forteresse fédérale de Luxembourg comme commandant. À ce titre, Sydow reçoit la croix de Chevalier de l'Ordre belge de Léopold, la Médaille du Mérite militaire de Lippe (de), la Croix d'officier de l'Ordre de la Couronne de chêne et la Médaille du mérite de Waldeck en 1859. À l'occasion de la fête de l'ordre, il reçoit l'Ordre de l'Aigle rouge de 2e classe avec feuilles de chêne des mains du roi Frédéric-Guillaume IV en janvier 1860. À partir du 12 juin 1860, Sydow est ensuite chargé de diriger la 7e division d'infanterie avant d'obtenir, le 13 mai 1861, un congé de deux mois pour rétablir sa santé défaillante. Il meurt cependant le 18 juillet 1861 à Magdebourg.

### Famille
Sydow se marie avec Marie de Brunnet-Chatillon (1809-1840) le 30 mai 1832 à Lilienthal. Le couple a un fils :
- Albrecht (1840-1897), colonel prussien, commandant du 81e régiment d'infanterie (de), marié en 1868 avec Anna Elisabeth Henriette Maria Krug von Nidda (de) (née en 1843)

Après la mort de sa première femme, il se marie Emma von Steinmetz (1803-1855), fille du général Karl Friedrich Franciscus von Steinmetz, à Potsdam le 11 février 1842. Le mariage donne naissance à leur fille Maria (née en 1843), chanoine honoraire de l'abbaye d'Heiligengrabe.
Sa troisième et dernière épouse est Klara von Schmieden (de) (1812-1878), le 19 novembre 1856 à Schorbus.